# 경계다양체

유한한 높이의 원기둥은 2차원 경계다양체를 이루며, 그 경계는 두 개의 원으로 구성된다.

미분기하학에서 경계다양체(境界多樣體, 영어: manifold-with-boundary)는 국소적으로 유클리드 공간 또는 유클리드 반(半)공간에 위상 동형인 위상 공간이다. 다양체의 개념의 일반화이며, 다양체와 달리 "경계"를 가질 수 있다.
일부 문헌에서는 경계다양체의 개념을 단순히 "다양체"로 부르고, 다양체의 개념을 "경계 없는 다양체"로 부른다.

## 정의
임의의 자연수 {\displaystyle n}에 대하여, 유클리드 공간 {\displaystyle \mathbb {R} ^{n}} 및 유클리드 반(半)공간 {\displaystyle \mathbb {R} ^{n}\times \mathbb {R} _{\geq 0}}을 정의할 수 있다.
임의의 양의 정수 {\displaystyle n}에 대하여, {\displaystyle n}차원 경계다양체(영어: {\displaystyle n}-dimensional manifold-with-boundary)는 다음 조건을 만족시키는 하우스도르프 파라콤팩트 공간 {\displaystyle X}이다.
- 임의의 {\displaystyle x\in X}에 대하여, {\displaystyle \mathbb {R} ^{n-1}\times \mathbb {R} _{\geq 0}}의 열린집합과 위상 동형인 열린 근방 {\displaystyle x\in U\subseteq X}가 존재한다.

{\displaystyle n}차원 경계다양체 {\displaystyle X}의 경계(境界, 영어: boundary) {\displaystyle \partial X\subseteq X}는 다음 조건을 만족시키는 점들로 구성되는 부분 집합이다.
- 임의의 {\displaystyle x\in X}에 대하여, {\displaystyle \mathbb {R} ^{n}}의 열린집합과 위상 동형인 열린 근방 {\displaystyle x\in U\subseteq X}이 존재하지 않는다.

이에 따라, {\displaystyle X\setminus \partial X}는 {\displaystyle n}차원 다양체를 이루며, {\displaystyle \partial X}는 {\displaystyle n-1}차원 다양체를 이룬다.

### 매끄러운 경계다양체
{\displaystyle n}차원 경계다양체 {\displaystyle X} 위의 국소 좌표계(영어: atlas)는 다음과 같은 데이터로 주어진다.
- 열린집합들의 족 {\displaystyle (U_{i})_{i\in I}}
- 각 {\displaystyle i\in I}에 대하여, 단사 연속 함수 {\displaystyle \phi _{i}\colon U_{i}\to \mathbb {R} ^{n-1}\times \mathbb {R} _{\geq 0}}. 또한, {\displaystyle \phi _{i}}는 {\displaystyle U_{i}}와 {\displaystyle \phi _{i}(U_{i})} 사이의 위상 동형을 정의한다.

이 데이터는 다음 조건을 만족시켜야 한다.
- 임의의 {\displaystyle i,j\in I}에 대하여, 만약 {\displaystyle U_{i}\cap U_{j}\neq \varnothing }이라면, {\displaystyle \phi _{j}\circ \phi _{i}^{-1}\colon \phi _{i}(U_{i}\cap U_{j})\to \phi _{j}(U_{i}\cap U_{j})}는 매끄러운 함수이다.

국소 좌표계가 주어진 경계다양체를 매끄러운 경계다양체(영어: smooth manifold-with-boundary)라고 한다. 서로 호환되는 두 국소 좌표계는 같은 매끄러운 경계다양체를 정의한다.

### 이중 다양체
임의의 {\displaystyle n}차원 경계다양체 {\displaystyle X}가 주어졌을 때, 분리합집합
{\displaystyle X\sqcup X=X\times \{0,1\}}
에 다음과 같은 동치 관계를 주자.
{\displaystyle (x,0)\sim (x,1)\qquad (\forall x\in \partial X)}
그렇다면, 몫공간
{\displaystyle {\tilde {X}}=(X\sqcup X)/\sim }
은 항상 {\displaystyle n}차원 다양체를 이루며, 자연스러운 사상
{\displaystyle {\tilde {X}}\twoheadrightarrow X}
이 존재한다. 이 경우, {\displaystyle {\tilde {X}}}를 {\displaystyle X}의 이중 다양체(二重多樣體, 영어: double manifold)이라고 한다.
만약 {\displaystyle X}가 매끄러운 경계다양체라면, 그 이중 다양체는 항상 자연스럽게 매끄러운 다양체를 이룬다.

## 성질
다음과 같은 함의 관계가 존재한다.
다양체 ⇒ 경계다양체 ⇒ 오비폴드
즉, 모든 다양체는 경계다양체이며, 모든 경계다양체는 오비폴드이다. 이름과 달리 다양체가 아닌 경계다양체가 존재한다.

## 예
모든 다양체는 경계다양체이며, 모든 매끄러운 다양체는 매끄러운 경계다양체이다.
유클리드 공간 {\displaystyle \mathbb {R} ^{n}} 속의 닫힌 공
{\displaystyle \operatorname {cl} \left(\operatorname {ball} (\mathbf {x} ,r)\right)\qquad (\mathbf {x} \in \mathbb {R} ^{n},\;r\in \mathbb {R} ^{+})}
은 자연스럽게 {\displaystyle n}차원 매끄러운 경계다양체를 이루며, 그 경계는 {\displaystyle n-1}차원 초구이다. 이는 다양체를 이루지 않는다.
특히, {\displaystyle n=1}일 때, 닫힌구간은 항상 경계다양체를 이룬다. 닫힌구간 {\displaystyle [a,b]}의 경계는 양끝점 {\displaystyle \{a,b\}}이다.